# پایگاه هوایی بیروت
پایگاه هوایی بیروت (به انگلیسی: Beirut Air Base) یک فرودگاه نظامی با کد یاتا BEY است که یک باند فرود بتن دارد و طول باند آن ۳۸۰۰ متر است. این فرودگاه در شهر بیروت کشور لبنان قرار دارد و در ارتفاع ۲۷ متری از سطح دریا واقع شده‌است.